# Dariusz Wójtowicz (samorządowiec)
Dariusz Jacek Wójtowicz (ur. 24 lipca 1972 w Mysłowicach) – polski samorządowiec i działacz sportowy, od 2018 prezydent Mysłowic.

## Życiorys
Absolwent pedagogiki specjalnej w Górnośląskiej Wyższej Szkole Pedagogicznej w Mysłowicach. Podyplomowo ukończył studia menedżerskie (Executive MBA) i z prawa zamówień publicznych.
Był pracownikiem Zakładu Oczyszczania Miasta, później do 2018 pozostawał zatrudniony w Śląskim Zarządzie Melioracji i Urządzeń Wodnych. W latach 2003–2015 pełnił funkcję członka oraz przewodniczącego Powiatowej Rady Zatrudnienia. Założył serwis informacyjny Myslowice.net. Działał również w klubach sportowych: w latach 2008–2010 członek zarządu Mysłowickiej Siatkówki Kobiet, w 2010 – członek komisji rewizyjnej KS Olimpia Siła Mysłowice, od 2014 – wiceprezes zarządu Klubu Sportowego Lechia 06 Mysłowice. W 2016 został pełnomocnikiem Spółdzielni Mieszkaniowej Hutnik w Sosnowcu.
W 1998 zasiadł w Radzie Miasta Mysłowice, obejmował mandat również po kolejnych wyborach w 2002, 2006, 2010 i 2014. Do 2006 każdorazowo był wybierany z list Sojuszu Lewicy Demokratycznej, w 2010 z ramienia komitetu zorganizowanego przez Grzegorza Osyrę, a w 2014 z ramienia ugrupowania Wspólnie dla Mysłowic (został także członkiem stowarzyszenia o tej samej nazwie). W wyborach samorządowych w 2014 kandydował również na prezydenta miasta, przegrywając w drugiej turze z ubiegającym się o reelekcję Edwardem Lasokiem (zdobył w niej 34,39% głosów).
W wyborach samorządowych w 2018 ponownie starał się o stanowisko prezydenta, uzyskując najwyższe poparcie w pierwszej turze (36,31%). W drugiej turze zwyciężył z posłem Platformy Obywatelskiej Wojciechem Królem z poparciem 54,16% głosujących. W 2020 wszedł w skład rady nadzorczej Miejskiego Przedsiębiorstwa Usług Komunalnych w Świętochłowicach. W 2023 podjął współpracę z Bezpartyjnymi Samorządowcami. W wyborach w 2024 został ponownie wybrany na prezydenta Mysłowic, otrzymując w drugiej turze 56,36% głosów i pokonując radną wojewódzką Koalicji Obywatelskiej Dorotę Konieczny-Simelę.